# Yoggi
Yoggi är ett varumärke för fruktyoghurt, som ägs av Arla Foods.
Yoggi lanserades 1971 av Mjölkcentralen i Stockholm som fruktyoghurt i bägare och 1973 kom varumärket att ägas gemensamt av alla mejerier. 1999 köpte Arla tillbaka Yoggi.
Över tid har antalet produkter som sålts under varumärket Yoggi utökats. Mellan 1993 och 1997 licenstillverkade Arla yoghurt under varumärket Yoplait. När denna licens togs över av Valio lanserades Dröm-Yoggi (senare omdöpt till Yoggi Dröm) som en ersättare. 2001 lanserades drickyoghurt i fyra smaker under namnet Yoggi Yalla!.
Yoggi var delvis ett svar på fruktyoghurten Jacky som lanserats av Margarinbolaget, Findus och Danone. De två varumärkena konkurrerade under 1970- och 1980-talen. Dessutom tillverkade mejerierna yoghurten Bärry som var marknadsledande under 1980-talet.